# 朔北藏族乡
朔北藏族乡是中华人民共和国青海省西宁市大通回族土族自治县下辖的一个民族乡。

## 行政区划
朔北藏族乡下辖以下村级行政区划单位：
阿家堡村、菜子口村、代同庄村、李家堡村、马场村、下吉哇村、小龙院村、药匠台村、永丰村、八寺崖村、白崖沟村、边麻沟村、花科庄村、东至沟村、拉浪台村、旧拉浪村、麻家庄村和郑家沟村。